# ايمانويل مورينو
ايمانويل مورينو (بالإسبانية: Emanuel Moreno)‏ هو لاعب كرة قدم أرجنتيني، ولد في 19 مارس 1990 في بارانا، انتري ريوس في الأرجنتين. لعب مع لوس أنديس.

## وصلات خارجية
- ايمانويل مورينو على موقع قاعدة بيانات كرة القدم.إي يو (الإنجليزية)
- ايمانويل مورينو على موقع Soccerway.com (الإنجليزية)